# Willi Kremer-Schillings
Willi Kremer-Schillings (* 1954) ist ein deutscher Manager und Landwirt. Seit seinem Eintritt in den Ruhestand betätigt er sich als Autor und macht Öffentlichkeitsarbeit. In der Öffentlichkeit und in sozialen Medien tritt er unter dem Namen Bauer Willi auf. 2019 initiierte er die Aktion Grüne Kreuze. Im Rahmen dieser Aktion protestieren Landwirte mit der Aufstellung grüner Holzkreuze gegen neue Regulierungen und für mehr Respekt für ihre Arbeit.

## Leben
Willi Kremer-Schillings machte 1973 am Norbert-Gymnasium Knechtsteden in Dormagen sein Abitur. Anschließend studierte er an der Universität Bonn, wo er als studentische Hilfskraft und wissenschaftlicher Mitarbeiter tätig war, Landwirtschaft mit Schwerpunkt Pflanzenbau und promovierte 1981 mit einer Arbeit über ein Thema aus diesem Bereich.
Zu seinem Eintritt in den Ruhestand im Jahr 2014 publizierte das Zuckerrübenjournal einen Bericht über Kremer-Schillings unter dem Titel „Dr. Kremer-Schillings im Ruhestand“. Daraus geht hervor, dass er seine berufliche Laufbahn bei der Schering AG in Düsseldorf begann. Schering war eines der Vorgängerunternehmen von Bayer Pharma. Bei Vortragsveranstaltungen in den neuen Bundesländern im Jahr 1990 „predigte“ er, laut Zuckerrübenjournal, „die reine Nachauflaufbehandlung bei Rüben“. In dieser Zeit kam Kremer-Schillings mit dem Zuckerhersteller Pfeifer & Langen in Kontakt.
Für dieses Unternehmen arbeitete er dann über 20 Jahre, u. a. als Leiter der landwirtschaftlichen Abteilung in der Zuckerfabrik Elsdorf und Jülich. Ferner war Kremer-Schillings bis 2020 stellvertretender Vorstandsvorsitzender der Buir-Bliesheimer Agrargenossenschaft, welche sich wie viele landwirtschaftlichen Einkaufsgenossenschaften mit der Saatgutvermehrung und -aufbereitung, der Düngemittelberatung und -lieferung, der Pflanzenschutzberatung und dem Handel mit den entsprechenden Produkten befasst. Kritiker betonen insbesondere den Handel mit Agrarchemikalien, was auch Pflanzenschutzmittel einschließt, die im Biolandbau zugelassen sind.
Seit 2014 ist er im Ruhestand und macht Öffentlichkeitsarbeit. Laut Zuckerrübenjournal war er im Jahr 2014 noch „in sehr vielen Gremien der Zuckerwirtschaft und darüber hinaus vertreten“.
2016 veröffentlichte der Piper Verlag Kremer-Schillings Buch Sauerei!, in dem  der Autor das Spannungsfeld zwischen Landwirt und Verbraucher beschreibt.
Kremer-Schillings bewirtschaftet den 40 Hektar großen landwirtschaftlichen Betrieb Steinbrückerhof in Rommerskirchen im Nebenerwerb. Die landwirtschaftlichen Arbeiten werden jedoch in der Regel von einem benachbarten Landwirt ausgeführt.
Kremer-Schillings ist verheiratet und hat einen Sohn und eine Tochter. Er war 2009 Mitbegründer der Bürgerstiftung in Rommerskirchen.

## Bauer Willi
In einem Internet-Blog tritt Kremer-Schillings als Bauer Willi auf, ein Projekt, das er nach eigenen Angaben zu einer Marke aufgebaut hat. Anfangs betrieb er den Blog gemeinsam mit Alois Wohlfahrt, einem Landwirt aus dem Allgäu, inzwischen alleine.  Hauptthema ist die aus seiner Sicht schwierige Situation der Landwirte in Deutschland, bedingt durch Preisverfall, zu strenge Umwelt-Auflagen im Verhältnis zu Importwaren sowie fehlende gesellschaftliche Akzeptanz und Wertschätzung. In diesem Zusammenhang verteidigt er die Konventionelle Landwirtschaft. Die biologische lehnt er zwar nicht ab,  hält sie aber für überbewertet. Die meisten Blogs beziehen sich auf jeweils aktuelle Ereignisse und mediale Beiträge.
Die Tageszeitung taz veröffentlichte im Oktober 2019 einen Artikel, welcher den Auftritt Kremer-Schillings als „Bauer Willi“ kritisch beleuchtet: Seine Glaubwürdigkeit basiere zu einem großen Teil darauf, dass er einfacher Landwirt und nicht Teil „der Agrarindustrie“ zu sein scheine. Angaben zu seinen beruflichen Stationen fände man weder auf seiner Webseite noch in seinem Buch. Auch arbeite er immer noch für eine Agrar-Genossenschaft, welche u. a. mit dem umstrittenen Unkrautvernichter Glyphosat handele. Kremer-Schillings sieht hier jedoch keinen Interessenkonflikt und begreift sich allgemein nicht als Lobbyist, sondern als unabhängiger Blogger.

## Schriften
- Sauerei!: Bauer Willi über billiges Essen und unsere Macht als Verbraucher. Piper Verlag, München 2016, ISBN 978-3-492-06038-7. (Auch als Lizenzausgabe für die Bundeszentrale für politische Bildung erschienen, ISBN 978-3-8389-0792-5)
- Satt und unzufrieden: Bauer Willi und das Dilemma der Essensmacher. Westend Verlag Frankfurt 2023, ISBN 978-3-86489-395-7.